# Кливланд (окръг, Арканзас)
Вижте пояснителната страница за други значения на Кливланд.
Окръг Кливланд (на английски: Cleveland County) е окръг в щата Арканзас, Съединени американски щати. Площта му е 1551 km², а населението – 8689 души (2010). Административен център е град Ризън.